# 132년

## 연호
- 후한(後漢) 영건(永建) 7년
- 후한(後漢) 양가(陽嘉) 원년

## 기년
- 후한(後漢) 순제(順帝) 7년
- 신라(新羅) 지마 이사금(祗摩泥師今) 21년
- 고구려(高句麗) 태조대왕(太祖大王) 80년
- 백제(百濟) 개루왕(蓋婁王) 5년

## 사건
백제가 북한산성을 쌓았다.
시몬 바르 코크바가 유대인들을 이끌고 로마 제국을 상대로 한 반란을 일으켰다.
후한의 학자 장형이 지진계인 지동의를 발명하였다.

## 탄생
- 후한 말의 도겸.
- 후한의 황제 환제.
- 위나라 문신 한단순.
- 한나라 말의 문신 채옹.